# George Ormsby-Gore
George Ralph Charles Ormsby-Gore (ur. 21 stycznia 1855 w Londynie, zm. 8 maja 1938) – brytyjski arystokrata i wojskowy, 3. baron Harlech, najstarszy syn Williama Ormsby-Gore'a, 2. barona Harlech i lady Emily Seymour, córki admirała sir George'a Seymoura.

## Życiorys
Wykształcenie odebrał w College of Shropshire Yeomanry. Był Sędzią Pokoju, Lordem Namiestnikiem i Wielkim Szeryfem hrabstwa Leitrim, Lordem Namiestnikiem hrabstwa Merioneth oraz Sędzią Pokoju i zastępcą Lorda Namiestnika w Salop. W latach 1901–1904 zasiadał w Izbie Gmin, reprezentując okręg West Oswestry. Po śmierci ojca w 1904  odziedziczył tytuł barona Harlech i zasiadł w Izbie Lordów. Był majorem Coldstream Guards i dowodził Gwardią Walijską w 1915 r. Od 1927 r. był konstablem zamku Harlech. Został odznaczony Krzyżem Wielkim (1923) i Krzyżem Komandorskim Orderu Łaźni w 1936. Należał do stowarzyszeń wolnomularzy - był Wielkim Mistrzem Prowincjonalnej Loży Masońskiej w Shropshire w latach 1926–1938 oraz członkiem Loży Św. Oswalda, obecnie znanej jako Loża Perfekcji Harlecha.
25 lipca 1881 r. poślubił lady Margaret Ethel Gordon (zm. 25 kwietnia 1950), córkę Charlesa Gordona, 10. markiza Huntly i Marii Pegus, córki Petera Pegusa. George i Margaret mieli razem jednego syna:
- William George Arthur Ormsby-Gore (11 kwietnia 1885 - 14 lutego 1964), 4. baron Harlech